# 荩草孢堆黑粉菌
荩草孢堆黑粉菌（学名：Sporisorium arthraxone）是属于黑粉菌目黑粉菌科孢堆黑粉菌属的一种真菌，寄生在荩草属植物上。该种分布于中国、越南。